# República de Entre Ríos
La República de Entre Ríos o República Federal Entre-Riana fue un efímero estado provincial de facto independiente dentro de las Provincias Unidas del Río de la Plata. Fue fundada por Francisco Ramírez el 29 de septiembre de 1820, desapareciendo poco después de su muerte, ocurrida el 10 de julio de 1821. Cuando el 28 de septiembre de ese año Lucio Norberto Mansilla fue elegido gobernador de la provincia de Entre Ríos, la República de Entre Ríos quedó disuelta. 
Pese a su nombre de "república", no se proclamó como estado formalmente independiente ni se manifestó un propósito secesionista, sino que el uso de la palabra estaba en contraposición a las ideas monárquicas y centralistas predominantes en Buenos Aires. Cuando en abril de 1821 Ramírez inició la campaña que lo llevó a la muerte emitió una proclama que tituló Proclama del Gobernador de Entre Ríos don Francisco Ramírez, Jefe Supremo de la República de Entre Ríos, a los compatriotas de Buenos Aires y su campaña, dejando claro que se consideraba un gobernador provincial dentro de la misma patria que Buenos Aires.

## Antecedentes

### Guerra entre Artigas y Ramírez
El 1 de febrero de 1820 el general Ramírez, aliado del gobernador de la provincia de Santa Fe —Estanislao López— comandó el ejército federal que venció a José Rondeau en la batalla de Cepeda. Ambos vencedores firmaron el 23 de febrero el Tratado del Pilar con el nuevo gobernador de Buenos Aires —Manuel de Sarratea— que estipulaba que las provincias firmantes reasumían su soberanía particular, pronunciándose por la federación. Se convocaba también a un congreso general que debía reunirse en San Lorenzo. Los jefes federales recordaron a Buenos Aires su deber de defender a la Banda Oriental, aunque no se la comprometía en nada respecto a eso. Ramírez se comprometió a invitar a su hasta entonces jefe superior, el protector de los pueblos libres José Artigas, a firmar el tratado, haciéndolo no ya como su subordinado sino que como aliado del gobernador de la Banda Oriental. En una cláusula secreta, el gobernador Sarratea se comprometió a entregar abundante material de guerra a los jefes federales.
Cuando las noticias de la firma del Tratado del Pilar llegaron a Artigas, la exclusión de la provincia Oriental de los acuerdos provocó su enfrentamiento con los caudillos federales litoraleños. Luego de que Artigas fuera batido por tropas brasileñas en la batalla de Tacuarembó, su vanguardia al mando de Francisco Javier Sití desalojó a las fuerzas de Ramírez de Concepción del Uruguay. Ramírez resistió el intento de subordinarlo nuevamente y tomó las armas contra él. En un primer encuentro el 13 de junio en la batalla de Las Guachas Ramírez fue derrotado por el propio Artigas, pero el 24 de junio lo venció en la batalla de Las Tunas, en la que hizo un inteligente uso de la artillería al mando del comandante Lucio Norberto Mansilla. Este fue enviado en su ayuda desde Buenos Aires en cumplimiento de una cláusula secreta del Tratado del Pilar, en calidad de custodio del armamento que se entregó a Ramírez. Posteriormente Artigas fue nuevamente derrotado en la batalla del Rincón de Ávalos el 24 de julio, marcando el final de la etapa del liderazgo ejercido por Artigas, quien tras intentar resistir en Misiones, debió refugiarse hasta su muerte en el Paraguay gobernado por José Gaspar Rodríguez de Francia. 

### Ocupación de Corrientes y del sur de Misiones
Mientras sus segundos perseguían a Artigas por todo el territorio misionero, Ramírez ocupó la ciudad de Corrientes el 19 de septiembre de 1820, y se hizo nombrar gobernador de la provincia de Corrientes ese día, a la vez que lo era de Entre Ríos. El 14 de octubre de 1820 designó a Juan José Fernández Blanco como comandante de armas de Corrientes. Ramírez retuvo el cargo hasta el 13 de febrero de 1821, cuando asumió Evaristo Carriego como comandante del departamento de Corrientes.
En junio de 1820 San Antonio del Salto Chico (actual Concordia) sufrió el éxodo total de sus moradores guaraníes artiguistas ante la derrota de su líder, quienes cruzaron el río Uruguay y se refugiaron en la ribera de la Banda Oriental frente a San Antonio del Salto Chico, atraídos por el exjefe artiguista de Mandisoví, Domingo Manduré, pasado al bando luso-brasileño. Manduré recibió del comandante luso-brasileño Carlos Federico Lecor el grado de teniente coronel y comandante de su pueblo de emigrados guaraníes.
El 5 de marzo de 1820 el que fuera lugarteniente de Andrés Guazurary, Francisco Javier Sití, fue aclamado como comandante general interino de la provincia de Misiones. El 25 de julio se pasó al bando de Ramírez, firmando el 28 de julio el Acuerdo de Mocoretá, donde reconoció a Ramírez la dirección de la provincia de Misiones, incluyendo a Mandisoví que desde agosto de 1819 tenía un alcalde guaraní dependiente del gobierno de Misiones y un comandante militar para los criollos dependiente de Entre Ríos.

## Creación de la República

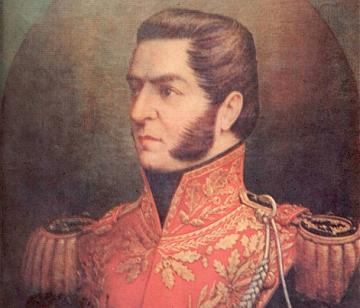
Retrato de Francisco Ramírez.

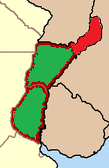
El territorio comprendía a las actuales provincias de Entre Ríos y Corrientes y parte de Misiones. Esta última se encontraba en constante ataque por parte de Portugal.

El 29 de septiembre de 1820, día de san Miguel el santo patrono del Continente de Entre Ríos, Ramírez expidió en Corrientes un reglamento constitucional, el cual contaba con 16 artículos normativos para la administración pública, la justicia, el orden militar, el orden económico y la policía. El 24 de noviembre de 1820, mediante elecciones realizadas en los pueblos, fue elegido jefe supremo de la República, de donde deriva el título de supremo entrerriano con el que hoy se lo recuerda. El 30 del mismo mes en la capilla de Nuestra Señora del Rosario de Rosario del Tala proclamó la creación de la República de Entre Ríos, como provincia federal que deseaba unirse a las demás en una federación de iguales.

Once años perentorios ha luchado la América del Sud por su libertad e independencia, combatiendo en el mar borrascoso de discordias intestinas que han entorpecido la pronta realización de la obra más magestuosa que debía ver el mundo ilustrado; y, en la parte que me ha tocado, he hecho el esfuerzo que ha estado en la esfera de mis facultades con el decoroso deseo de ser útil al país, en la guerra que sostiene contra la España en defensa de sus sagrados derechos.
 Penetrado de estos sentimientos, nada me será más dulce y glorioso que oir el voto libre de esos beneméritos habitantes; mi interés es el suyo y de ninguna otra cosa he sido tan celoso como de sus derechos naturales.
 Por estas imperiosas razones tengo a bien ordenar a V.S. que ha la mayor brevedad mande a todos los pueblos de la comprehensión de su mando, que reunido su vecindario libremente y precedido por el Comandante de cada pueblo, alcalde ordinario y oficial de más graduación que allí hubiese, puesta una mesa en la plaza con toda la formalidad debida, se proceda a la elección del Jefe Supremo que debe regir esta República, de cuyo sufragio se formará un acta que debe guardarse archivada en los Registros Públicos, mandando copia a esta Supremacia para los fines que son consiguientes.
Oficio de Ramírez ordenando la realización de elecciones

Ramírez realizó a los primeros comicios en la región, ya que convocó a los pueblos para que procediesen a elegir al jefe supremo de la República. Las elecciones se realizaron en diciembre de 1820, resultando triunfante Ramírez en forma unánime.
El 24 de noviembre de 1820 el gobernador de Buenos Aires, Martín Rodríguez, y el de Santa Fe, Estanislao López, firmaron el Tratado de Benegas por mediación del gobernador de Córdoba, Juan Bautista Bustos. Por este tratado Santa Fe fue indemnizada con ganado vacuno por Buenos Aires y se acordó la reunión de un congreso de diputados en la ciudad de Córdoba, con el objeto de organizar el país. El tratado dejaba solo a Ramírez en su empeño por liberar la Banda Oriental y anulaba varias de las disposiciones del Tratado del Pilar. 

## Ocupación de Misiones
Sití había evacuado parte de la población de Asunción del Cambay en dirección al despoblado pueblo de San José, para repoblarlo y recuperar los yerbales, manteniendo a la vez comunicación con el brigadier portugués Francisco das Chagas Santos en São Borja. 

Ahora marcho yo con todo el vecindario que eran de los quince pueblos para nuevamente poblar Misiones y pienso de formalizar una Capital en Santo Tomé y en San José otro pueblo y en Cambay (...) Al capitán Aripí ordené a esos pueblos de arriba para que los echen a esos hombres correntinos que están beneficiando Yerba sin mi consentimiento (...)
Carta de Sití al padre Isidro Sosa

Esto generó la ruptura de las relaciones con Ramírez, que alarmado envió fuerzas de invasión a Misiones para impedir la ocupación de los yerbales, entrando el comandante Juan González Alderete en Asunción del Cambay el 9 de diciembre, que halló desierta al abandonarla el corregidor Miguel Javier Ariyú. Este logró vencer a González Alderete en Paso de Higos al día siguiente y cruzó el río Uruguay hacia territorio misionero ocupado por Portugal desde 1801. El comandante Gregorio Piris avanzó por el norte del Iberá y derrotó a Sití en el Paso de San Borja, cerca de Santo Tomé, el 13 de diciembre de 1820, pasando gran parte de los misioneros a refugiarse en territorio portugués. A partir de entonces Misiones dejó de tener un comandante general, nombrando Ramírez comandantes locales.
Nicolás Aripí, quien había sido designado por Sití para custodiar los pueblos de Candelaria, Santa Ana, Loreto, Corpus, y su campamento en San Ignacio —todos los cuales habían sido saqueados e incendiados por Paraguay en 1817— se sometió a Ramírez, y Piris lo dejó como comandante de esos pueblos y custodio de los yerbales naturales, junto con el cacique Juan Nicolás Cristaldo. Aripí controlaba también los pueblos despoblados de San Carlos y de San José, abandonados al ser saqueados por los portugueses en 1817. También tenía cierto control sobre el campamento (capilla) de Asunción del Caá Caray (en el alto río Aguapey), y los yerbales al norte de San Javier. Este último y los pueblos de Mártires, Concepción, Santa María, Apóstoles, y Santo Tomé habían sido arrasados en 1817 por los portugueses y estaban abandonados. La explotación de la yerba mate quedó dividida entre los misioneros de Aripí y los comandantes entrerrianos en la costa del Uruguay.
En Asunción del Cambay fue nombrado comandante Nicolás Cabral; en San Roquito, Juan Francisco Tabacayú; en Yatebú (actual Loreto correntina), José Martín Gómez; y en San Miguel, José Victorino Pérez. El 9 de julio de 1821 el mestizo correntino Félix de Aguirre fue nombrado comandante de San Miguel por Carriego, logrando imponer su autoridad sobre los pueblos de San Roquito, Yatebú, Asunción del Cambay, la capilla de Caá Caray, y sobre dos de los pueblos arrasados en 1817 por los portugueses: La Cruz y el despoblado Yapeyú.

## Proyecto de invasión al Paraguay
En su propósito de recuperar la Banda Oriental ocupada por los portugueses, Ramírez buscó aliarse con Gaspar Rodríguez de Francia, quien contaba con un poderoso ejército. Como este no respondió sus correspondencias, decidió invadir el Paraguay e integrarlo a las Provincias Unidas del Río de la Plata, tomar treinta mil reclutas, como paso previo para crear un gran ejército que oponer a los portugueses.
Ramírez concentró fuerzas en la ciudad de Corrientes a principios de diciembre de 1820, desde donde escribió a Estanislao López:

Esta empresa ha sido hasta ahora un anhelo frustrado de los pueblos de la Liga del Litoral. Yo cuento con que el señor Gobernador de Santa Fe me enviará quinientos milicianos, el escuadrón de dragones y el batallón de pardos y morenos de la ciudad. Con el mismo fin me he dirigido al gobernador de Buenos Aires pidiéndole un contingente de dos mil reclutas, como está convenido en la Convención del Pilar; y no dudo de que el general Bustos atenderá también mis indicaciones sobre el particular.

Pronto consiguió reunir más de 3000 a 4.000 hombres y una escuadra regular para tal empresa, según José Luis Busaniche «habría destruido a Francia, indudablemente, y el Paraguay sería hoy una provincia de la República Argentina». Francia contaba con 3000 hombres profesionales y bien equipados. Además, construyó buques y lanchas como base de la Armada paraguaya. Como a consecuencia del Tratado de Benegas Entre Ríos quedó virtualmente bloqueada y ningún gobernador consintió en ayudarlo a invadir el Paraguay, en marzo de 1821 desistió dirigiéndose a Paraná con 2000 soldados.

## La organización
La república sería efímera, pero la tarea que realizó en ella Ramírez fue intensa. Sancionó reglamentos: para el Orden Militar (de 30 artículos); para el Orden Político (de 41 artículos); para el Orden Económico (de 51 artículos); para el Papel Sellado (de 28 artículos) y para los Sellos Extraordinarios de Guerra (de 6 artículos), eliminando los derechos de importación. Estos reglamentos fueron redactados por Cipriano José de Urquiza y por José Simón García de Cossio.
- Wikisource contiene obras originales de o sobre República de Entre Ríos.

Del Orden Político - Artículo 36. Cada comandante, en su respectivo departamento, será encargado de establecer una escuela pública y de obligar a los padres de familia, manden a los hijos de menor edad para la útil enseñanza, al menos la de leer, escribir y contar.

Sello utilizado por la República.

Al organizar la provincia de Entre Ríos y delinear su propia fuerza armada, Ramírez convocó a todos los entrerrianos de catorce a cuarenta años para integrar su ejército, para defender los ideales de federación, unión y libertad. El regimiento de Dragones de la Muerte fue la base para la creación del ejército, el atuendo elegido era similar al de los regimientos de caballería española de la época. En sus filas, que se destacaban por su destreza sobre las monturas, se encontraban indígenas charrúas y guaraníes. En la actualidad, un cuerpo ceremonial de la Policía de Entre Ríos lleva el nombre de este antiguo regimiento, especializado en homenajes y agasajos.
Estableció un régimen de administración de justicia, un servicio de correos y decretó la obligatoriedad de la enseñanza primaria, incluyendo la alfabetización y la aritmética. Prohibió además la matanza de ganado cimarrón, promoviendo la cría en estancias y la agricultura.  
La bandera utilizada por Ramírez continuó siendo la de la Liga de los Pueblos Libres, que actualmente es utilizada por Uruguay (en su versión azul) y como bandera de la provincia de Entre Ríos (en su versión celeste). Adoptó además dos sellos como símbolos de la República, uno con una balanza atravesada por una pica y otro con una pluma de ñandú. Una variante de este último ha sido adoptada posteriormente como escudo de Concepción del Uruguay.
José Cipriano de Urquiza fue designado ministro general y la organización militar quedó estructurada en tres comandancias de armas: José Ricardo López Jordán (padre) en Entre Ríos, Lucio Norberto Mansilla y luego Evaristo Carriego (padre) en Corrientes y Félix de Aguirre en Misiones. Evaristo Carriego fundó no menos de 12 escuelas en Corrientes.
Ramírez otorgó una licencia al botánico francés Aimé Bonpland, quien se estableció en Misiones a mediados de junio de 1821, llevando consigo:

... semillas de algodón superior, de añil, y de tabaco, con el objeto de sembrar allí de todo, a más de dar a los indios para que siembren y animarlos al trabajo ...
Carta de Bonpland a Ramírez, mayo de 1821

## División territorial
Ramírez efectuó la división del territorio en cuatro departamentos o comandancias, con cabeceras en La Bajada del Paraná (departamento del Paraná o comandancia de La Bajada), Concepción del Uruguay (departamento del Uruguay, o comandancia de Concepción del Uruguay), Corrientes (departamento de Corrientes, o comandancia de Corrientes), y San Roquito en la margen izquierda del río Miriñay (departamento de Misiones, o comandancia de Misiones), cada uno subdividido en partidos. Cada departamento tenía a su frente un comandante militar, que gobernaba en lo civil y militar:

Del Orden Militar - Artículo 1. El territorio la República de Entre Ríos será dividido en tantos departamentos, cuantos el Jefe Supremo estime conveniente, designándole a cada uno su jurisdicción territorial.

Artículo 2. En cada departamento gobernará un comandante militar, que será nombrado por el jefe supremo.

Artículo 3. Los señores Comandantes de Departamentos gozarán de los mismos fueros y preeminencias que los señores Comandantes veteranos de Escuadrón.

A la comandancia de La Bajada le asignó los territorios que habían dependido de Santa Fe hasta 1810 y le agregó el partido de Esquina entre los ríos Corriente y Guayquiraró, disputado por Santa Fe y por Corrientes (que lo poseía) y asignado a Entre Ríos en 1814 al crearse las provincias de Entre Ríos y de Corrientes por decreto de Buenos Aires. A la comandancia de Misiones le asignó los territorios al norte del río Miriñay hasta el río Paraná, entre el río Uruguay y los esteros del Iberá (territorios de las Misiones guaraníes). A la comandancia de Concepción del Uruguay le asignó los territorios que habían dependido de Buenos Aires hasta 1810 y le agregó el sector misionero entre el arroyo Yeruá y el río Miriñay, y el partido correntino de Curuzú Cuatiá al sur del Miriñay y del río Corriente (asignado a Entre Ríos en 1814 al crearse las provincias de Entre Ríos y de Corrientes). La comandancia de Corrientes quedó reducida al sector entre el río Paraná, el Iberá, la Tranquera de Loreto y el río Corriente.
Luego de la defección del comandante militar del departamento de Misiones —Sití— derrotado el 13 de diciembre de 1820, ese departamento quedó sin un comandante único, quedando el área al norte del río Aguapey al mando de Aripí, y el sector sur controlado por Aguirre bajo dependencia del comandante de Corrientes.

## Censo y empadronamiento
Por el bando del 29 de septiembre de 1820 Ramírez ordenó la realización de un censo de población con la intención de conocer el número de hombres que podía incorporar su ejército:

Artículo 8. Todos los comandantes así en el lugar de su residencia, como en toda la comprensión de su mando, deberán, en el prefijado término de un mes, formar un padrón de todos los habitantes de su inmediato distrito, haciendo responsable al vecino que ocultare algún individuo de los de su familia o casa; debiendo cada uno de estos vecinos en lo sucesivo no admitir en sus hogares a ninguna clase de personas, sin haber antes dado parte al juez de su partido o la autoridad de donde dependa; debiendo especificar la clase de sujeto que es, cual es su ejercicio, y en lo que se va a emplear, para que así lo anote el expresado juez o comandante a fin de que por ese medio llegue a noticia del gobierno la clase de sujetos que se introduzcan en el territorio.

El padrón censal contaba con 5 columnas: nombres (y parentescos), patria (lugar de nacimiento), edad, estado (civil), ejercicio (oficio y otros datos). La población censada fue de 56 753 personas, de las cuales 36 697 correspondían al departamento de Corrientes (incluyendo Curuzú Cuatiá) y 20 056 a los departamentos del Paraná (incluyendo Esquina y Sauce) y del Uruguay. Debido al estado de convulsión el censo no se realizó en el departamento de Misiones.
El primer empadronamiento finalizado fue el del pueblo de Itatí el 8 de octubre de 1820, mientras que en Entre Ríos el bando fue publicado y ordenado cumplir por Ricardo López Jordán el 13 de octubre de 1820 y se realizó entre noviembre de 1820 y enero de 1821. La población de los pueblos de los departamentos de Entre Ríos fue: Paraná (4284), Concepción del Uruguay (1223), Santa Rita de la Esquina (907), Gualeguaychú (755), Gualeguay (559), Nogoyá (538), Rosario del Tala (261) y La Matanza —hoy Victoria— (181). El pueblo de Mandisoví había quedado casi despoblado, y el puerto de San Antonio del Salto Chico por completo vacío. Los demás parajes poblados relevados en Entre Ríos fueron: Alcaraz, Ensenada, Villaguay, Feliciano, Chilcas, Raíces, y Las Moscas.

## Final

### Muerte de Ramírez
Distanciado Ramírez de Buenos Aires, Santa Fe y Córdoba a causa del Tratado de Benegas y de su alianza con el chileno José Miguel Carrera, quien había logrado que los ranqueles del oeste de la provincia de Buenos Aires causaran grandes pérdidas a esa provincia, decidió tomar las armas contra esas provincias. Concentró sus fuerzas en La Bajada, 4000 hombres, 20 000 caballos y 70 000 vacunos. Solicitó permiso a López para atacar a Buenos Aires vía Santa Fe, pero el gobernador santafesino le respondió que no podía por lo que firmó en Benegas, por lo que Ramírez se resolvió a atacarlo.
A principios de mayo de 1821 el coronel Anacleto Medina, burlando el bloqueo de la escuadrilla de Buenos Aires en el río Paraná, logró dar un golpe de mano en Coronda apoderándose de la caballada de López. Luego de eso el 6 de mayo Ramírez cruzó el Paraná con 1000 hombres desde Punta Gorda (hoy Diamante), reuniéndose con Medina y avanzando hacia Rosario. El 8 de mayo Ramírez derrotó a las fuerzas de Buenos Aires al mando de Gregorio Aráoz de Lamadrid que se dirigían a Santa Fe en la batalla de Oliveros, en San Lorenzo. Desde allí invirtió su rumbo y se dirigió a la ciudad de Santa Fe, dispersando el 13 de mayo en el combate del Carrizal de Medina a una fuerza santafesina al mando de José Luis Orrego que iba en ayuda de Lamadrid. Ese día Mansilla cruzó el Paraná con 1000 infantes en una flotilla al mando de Manuel Monteverde y debía tomar Santa Fe, pero reembarcó la tropa y volvió a Paraná. El 21 de mayo Matías Zapiola logró forzar el paso de Punta Gorda y situarse en el río Colastiné. Aislado Ramírez, con sus tropas reducidas a 700 hombres acampó unos días en Coronda mientras marchaban sobre él fuerzas muy superiores de López y de Lamadrid. Este último lo atacó en el combate de Carcarañá el 24 de mayo y fue nuevamente vencido por Ramírez. El 26 de mayo López y Lamadrid vencieron en el combate de Coronda a las mermadas tropas de Ramírez, que optó por salvar sus 400 soldados remanentes y dirigirse a la provincia de Córdoba para desde allí vía Chaco cruzar el Paraná hacia Corrientes. Una semana después reunió sus tropas con los 700 hombres de José Miguel Carrera provenientes de la provincia de San Luis y el 16 de junio atacaron sin éxito a Bustos fortificado en Cruz Alta (combate de Cruz Alta), y luego se enemistaron y separaron en Fraile Muerto (actual Bell Ville), siguiendo Carrera hacia Río Cuarto. Ramírez con 200 hombres avanzó hacia el norte por las sierras de Córdoba en dirección a Santiago del Estero buscando el refuerzo de enemigos locales de Bustos, pero este lo hizo perseguir por una partida. 
La República de Entre Ríos no sobrevivió a Ramírez, quien a los 33 años fue muerto el 10 de julio de 1821 por Francisco de Bedoya en la breve batalla de Chañar Viejo, cerca de Villa de María de Río Seco y de San Francisco del Chañar en Córdoba. El 26 de julio la escuadrilla entrerriana fue destruida por la de Zapiola en el combate naval de Colastiné, muriendo su comandante Monteverde a bordo del falucho La Correntina. La cabeza de Ramírez fue enviada a Estanislao López, quien la hizo embalsamar y exponer en una jaula en la iglesia matriz de Santa Fe y en galería del cabildo.

### López Jordán
Por un corto tiempo sucedió a Ramírez su medio hermano y delegado en el gobierno Ricardo López Jordán, quien para legitimar su mandato decidió convocar a elecciones para elegir al sucesor de Ramírez. Estas elecciones se efectuaron de manera indirecta en tercer grado, los ciudadanos eligieron un diputado o elector por cada partido o distrito. Cada ciudadano emitía su sufragio en una boleta firmada por él, que colocaba en una urna cerrada con dos llaves.
Luego en cada uno de los cuatro departamento se debían reunir los diputados distritales en juntas de electores para elegir dos diputados por cada departamento y estos finalmente elegirían al jefe supremo de la República. La reunión de los diputados en asamblea de representantes debía realizarse el 29 de septiembre de 1821 en Paraná, para lo cual los representantes debían presentarse el 20 de septiembre con certificados emitidos por los comandantes militares respectivos. En el departamento del Uruguay fueron elegidos: Casiano Calderón (Gualeguay), Francisco de Paula Rivera (Gualeguaychú), Aniceto Gómez (Mandisoví), Francisco de Paula Araujo (Curuzú Cuatiá) y Pedro José de Elía (Concepción del Uruguay), quienes el 20 de agosto eligieron por representantes del departamento a Cipriano de Urquiza y a Francisco de Paula Rivera. El 15 de agosto fueron elegidos por el departamento Corrientes Juan Paulino Cabral y Francisco de Paula Araujo (elector de Curuzú Cuatiá que no pertenecía al departamento de Corrientes), quienes fueron elegidos por los electores: Sebastián Almirón (ciudad de Corrientes, elegido el 11 de agosto por 47 votos de un total de 176), Juan José Silvero (Ensenadas, cerca de la actual San Cosme), Manuel Antonio Aquino (San Luis del Palmar), J. Ignacio Soto (Empedrado), Manuel Vicente Soto (Goya), Juan Bautista Portel (Caá Catí), José Luciano de Acuña (Saladas), Pedro Díaz Colodrero (San Roque), Saturnino Blanco Nardo (Yaguareté Corá, hoy Concepción). No se conoce documentación sobre si hubo elecciones en Misiones.

### Disolución de la República
Para determinar las condiciones que se exigirían para poner fin a la guerra, el 22 de agosto se firmó un tratado en San Nicolás de los Arroyos entre Estanislao López y el gobernador de Buenos Aires Martín Rodríguez:

Artículo 1. El gobernador de Entre Ríos, dejará en el pleno goce de la libertad é independencia, las provincias de Corrientes y Misiones, dando baja á cuantos soldados se hallen con las armas en la mano de los naturales de ella, costeándolos al destino de donde fueron, sacados por la fuerza.

Art. 2. Serán devueltos los buques pertenecientes á la provincia de Buenos Aires, y las 3 piezas de cañon de bronce tomados en la batería de Santa Fe, un bote y demás anexos á este.

Art. 3. No será árbitro en ningún tiempo, el referido gobernador de Entre Ríos, en detener los buques de comercio en dicho tránsito y direcciones, tanto de Buenos Aires para Santa Fe y Paraguay, como de esta provincia para aquellas, menos imponerles derechos exorbitantes, causando los trastornos consiguientes á las descargas por este pretexto; obstruyendo por tan reparable conducta el canal de un comercio recíproco, y motivando el estancamiento de los frutos del Paraguay de primer consumo, en beneficio del extranjero portugués y demás naciones.

Art. 4. Quedamos por nuestro parte obligados á la devolución de los prisioneros respectivos al Entre Rios, bajo la limitación del primer artículo.

Art. 5. Queda por nuestra parte accedido un armisticio de ocho dias perentorios, dentro de los cuales resolverá este lo conveniente sobre las precisas bases indicadas. Cumplido el término quedan rotas las hostilidades y responsable ante la nación la parte agresiva que dio mérito á tan escandalosa guerra, de la sangre que se derrame y demás resultados funestos que sobrevengan á la calidad de guerra civil, como con dolor hemos experimentado.

Pero el coronel Lucio Norberto Mansilla, jefe de un regimiento acantonado en Paraná, se sublevó el 23 de septiembre contando con el respaldo del gobernador de Santa Fe, de una escuadrilla de Buenos Aires al mando de Matías Zapiola y del caudillo Eusebio Hereñú. Mansilla asumió el mando político y militar de Paraná y el 28 de septiembre se hizo elegir gobernador con el título de general en jefe libertador y gobernador provisorio. Ambas partes acordaron una tregua hasta la reunión de un congreso el 25 de octubre, pero el 20 de octubre Hereñú derrotó en la batalla del Gená a Gregorio Piris, por lo que López Jordán, Cipriano de Urquiza, Piris y Mariano Calvento se exiliaron en Paysandú. El 23 de octubre Hereñú ocupó Concepción del Uruguay, saqueada por las tropas santafesinas, previa defección de su comandante militar: Pedro Barrenechea. La República fue dada por extinguida, Mansilla aliado con Santa Fe y Buenos Aires, el 16 de diciembre de 1821 fue elegido gobernador titular.
La noticia de la sublevación de Mansilla provocó la recuperación de la autonomía por la provincia de Corrientes. Carriego mantuvo en secreto la muerte de Ramírez y Mansilla le advirtió:

Abra Vd. los ojos y elija lo mejor. La amistad me obliga á prevenirle que la justicia castigará con severidad á los que tenaces se presentan á seguir los pasos de un gobierno tan ignorante como torpe. La provincia se halla con fuerzas de 2,000 hombres en combinacion con las de Santa Fé. Si Vd. no quiere decidirse, manténgase en quietud ó neutral.

El 26 de septiembre de 1821 el comandante Segovia en el pueblo de Goya se sublevó contra Carriego, pero fue capturado por el sargento mayor Manuel Antonio Urdinarrain.
El 6 de octubre de 1821 el comandante general de marina Pedro Ferré se presentó ante Carriego y logró la promesa de que el comandante del departamento se mantendría en inacción. Ferré se dirigió ese día a la campaña y comenzó a reunir un contingente de 800 hombres de San Cosme, Itatí, San Luis del Palmar y Caá Catí, con el que se dirigió a la ciudad de Corrientes. Carriego fue depuesto incruentamente y arrestado el 12 de octubre de 1821 cuando el comandante de las compañías cívicas Juan José Fernández Blanco y Nicolás Ramón de Atienza -en coordinación con Ferré- con el apoyo de la marinería convocaron a un cabildo abierto que nombró gobernador provisorio hasta que un congreso constituyente sancionase una constitución y nombrase un gobernador propietario, a Nicolás Ramón de Atienza. El mismo día 12 Atienza envió comunicaciones al gobernador de Santa Fe, a Zapiola, a Mansilla y a López Jordán anunciando la autonomía de Corrientes como provincia federada. Atienza convocó a un congreso provincial y el día 18 llegaron a la ciudad de Corrientes las tropas de Ferré.
Atienza intentó incorporar los territorios misioneros a su jurisdicción, obteniendo respuesta favorable del comandante Félix de Aguirre, quien le respondió tendré el placer de ejecutar al pie de la letra todas las partes indicadas para el ministerio del electo diputado. Al notificarse de la situación el 9 de noviembre de 1821 Nicolás Aripí se negó a incorporarse a Corrientes, respondiéndole a Atienza aún sigo guardando el sello perpetuo al Entre Ríos en la cual estoy en que rendiré la bandera de mi Provincia. La desintegración de la República de Entre Ríos fue aprovechada por Paraguay, que envió 500 soldados al mando del comandante de Itapúa Norberto Ortellado el 7 de diciembre de 1821, a ocupar el territorio misionero, con órdenes de pasar a cuchillo a todo aquel indio que se resista (...) que se apoderen de cuanto animal se pueda y de las familias (...) destruyendo los ranchos, chacras y cuanto hayan hecho. El 16 de diciembre Aripí hizo frente a los paraguayos en Santa Ana, siendo derrotado y obligado a refugiarse en Brasil. El botánico Bonpland fue capturado y trasladado al Paraguay, siendo retenido hasta 1831. Con el objeto de lograr el monopolio de la yerba mate, fueron arrasados y despoblados los 5 pueblos existentes y el territorio vaciado y ocupado hasta la guerra de la Triple Alianza.